# Tenkodogo
Tenkodogo – miasto w Burkinie Faso, w prowincji Boulgou. Według danych szacunkowych na rok 2013 liczyło 39 371 mieszkańców.